# Sphindus brevis
Sphindus brevis es una especie de coleóptero de la familia Sphindidae.

## Distribución geográfica
Habita en Japón y Siberia.